# Euophrys leucopalpis
Euophrys leucopalpis är en spindelart som beskrevs av Władysław Taczanowski 1878. Euophrys leucopalpis ingår i släktet Euophrys och familjen hoppspindlar. Inga underarter finns listade i Catalogue of Life.